# Sekreterarfågel
Sekreterarfågel (Sagittarius serpentarius) är en rovfågel endemisk för Afrika, som vanligtvis förekommer i öppna gräsmarker och på savannen söder om Sahara. Arten beskrevs vetenskapligt 1779 av John Frederick Miller och den placeras idag som ensam art, i både släktet Sagittarius och familjen Sagittariidae.
Sekreterarfågeln är en mycket signifikant fågel. Den är en mycket stor fågel, med rovfågelskropp och långa ben, likt en trana, som gör den 1,3 meter hög. Könen är lika till utseendet. Adulta fåglar har ett fjäderlöst rödorange ansikte och övervägande grå fjäderdräkt, med en tillplattad mörk tofs på hjässan och svarta vingpennor och lår. Den har även väldigt långa ögonfransar.
Häckning kan infalla när som helst på året, men tenderar att ske sent under torrperioden. Boet byggs i toppen av ett taggigt träd, och kullen består av ett till tre ägg. Under år med riklig mat kan alla tre ungar bli flygga. Sekreterarfågeln jagar och fångar bytesdjur på marken och stampar ofta på offren för att döda dem. Föda utgörs främst av insekter och mindre ryggradsdjur.
Även om sekreterarfågeln har ett stort globalt utbredningsområde så minskar den totala populationen snabbt, förmodligen på grund av habitatförstörig. Arten klassas därför som utrotningshotad av Internationella naturvårdsunionen (IUCN). Fågeln förekommer på Sudans och Sydafrikas riksvapen.

## Systematik
Den holländska naturvetaren Arnout Vosmaer beskrev sekreterarfågeln 1769 utifrån ett levande exemplar som skickats till Holland från Godahoppsudden två år tidigare, av en tjänsteman från Nederländska ostindiska kompaniet. Vosmaer föreslog att arten kallades "sagittarius", som alltså är det latinska namnet för stjärntecknet Skytten, eftersom holländska nybyggarna menade att dess gång påminde om en bågskytts. Han skrev även att den var känd som "secretarius" av bönder som hade tämjt fågeln för att bekämpa skadedjur, och föreslog att namnet "secretarius" kunde vara en förvanskning av "sagittarius". Ian Glenn vid University of the Free State antyder istället att Vosmaers "sagittarius" är en felhörd eller feltranskriberad form av "secretarius".
År 1779 inkluderade den engelske illustratören John Frederick Miller en färgad illustration av sekreterarefågeln i boken Icones animalium et plantarum och myntade samtidigt binomialnamnet Falco serpentarius. Som det äldsta publicerade vetenskapliga namnet har serpentarius därför företräde framför senare vetenskapliga namn. Arten placerades i det egna släktet Sagittarius 1783 av den franske naturforskaren Johann Hermann i hans Tabula affinitatum animalium. Släktnamnet Sagittarius är latin för "Skytten", som nämnt här ovan, och artepitetet serpentarius är också latin och betyder "orm". En andra upplaga av Millers illustrationer publicerades 1796 som Cimelia physica, nu med text av den engelske naturforskaren George Shaw, som kallade den Vultur serpentarius. Den franske naturforskaren Georges Cuvier uppförde släktet Serpentarius 1798, och den tyske naturforskaren Johann Karl Wilhelm Illiger beskrev  1811, det idag synonyma släktet Gypogeranus, utifrån från de antika grekiska orden gyps som betyder "gam" och geranos som betyder "trana".
Även om underarter har beskrivit och fågeln har ett mycket stort utbredningsområde så finns det inga belägg för att dela upp arten i underert, utan den behandlas som monotypisk.
Sekreterarefågeln evolutionära förhållande till andra rovfåglar hade länge varit omdiskuterat. Arten placerades vanligtvis förr  i sin egen familj Sagittariidae inom ordningen Falconiformes. En stor molekylär fylogenetisk studie publicerad 2008 fann att sekreterarfågeln var systertaxa till en klad som omfattar fiskgjusarna i familjen Pandionidae och hökar, glador och örnar  i familjen Accipitridae . Samma studie fann att falkarna i ordningen Falconiformes endast var avlägset släkt med övriga dagaktiva rovfåglar, varför familjerna Cathartidae, Sagittariidae, Pandionidae och Accipitridae flyttades från Falconiformes till ordningen Accipitriformes. En senare molekylär fylogenetisk studie publicerad 2015 bekräftade dessa samband.
|  | \| \| Pandionidae – Fiskgjusar \| \| \| \| \| \| Accipitridae – Hökar, glador och örnar \| \| \| \| |
|  | |
|  | Pandionidae – Fiskgjusar                                                                            |
|  | |
|  | Accipitridae – Hökar, glador och örnar                                                              |
|  | |

|  | Pandionidae – Fiskgjusar               |
|  |                                        |
|  | Accipitridae – Hökar, glador och örnar |
|  |                                        |

|  | \| \| Pandionidae – Fiskgjusar \| \| \| \| \| \| Accipitridae – Hökar, glador och örnar \| \| \| \| |
|  | |
|  | Pandionidae – Fiskgjusar                                                                            |
|  | |
|  | Accipitridae – Hökar, glador och örnar                                                              |
|  | |

|  | Pandionidae – Fiskgjusar               |
|  |                                        |
|  | Accipitridae – Hökar, glador och örnar |
|  |                                        |

|  | \| \| Pandionidae – Fiskgjusar \| \| \| \| \| \| Accipitridae – Hökar, glador och örnar \| \| \| \| |
|  | |
|  | Pandionidae – Fiskgjusar                                                                            |
|  | |
|  | Accipitridae – Hökar, glador och örnar                                                              |
|  | |

|  | Pandionidae – Fiskgjusar               |
|  |                                        |
|  | Accipitridae – Hökar, glador och örnar |
|  |                                        |

|  | \| \| Pandionidae – Fiskgjusar \| \| \| \| \| \| Accipitridae – Hökar, glador och örnar \| \| \| \| |
|  | |
|  | Pandionidae – Fiskgjusar                                                                            |
|  | |
|  | Accipitridae – Hökar, glador och örnar                                                              |
|  | |

|  | Pandionidae – Fiskgjusar               |
|  |                                        |
|  | Accipitridae – Hökar, glador och örnar |
|  |                                        |

Sekreterarfågelns placering inom Accipitriformes. Kladogrammet baseras på en molekulär-fylogeneisk studie från 2008.

## Utseende

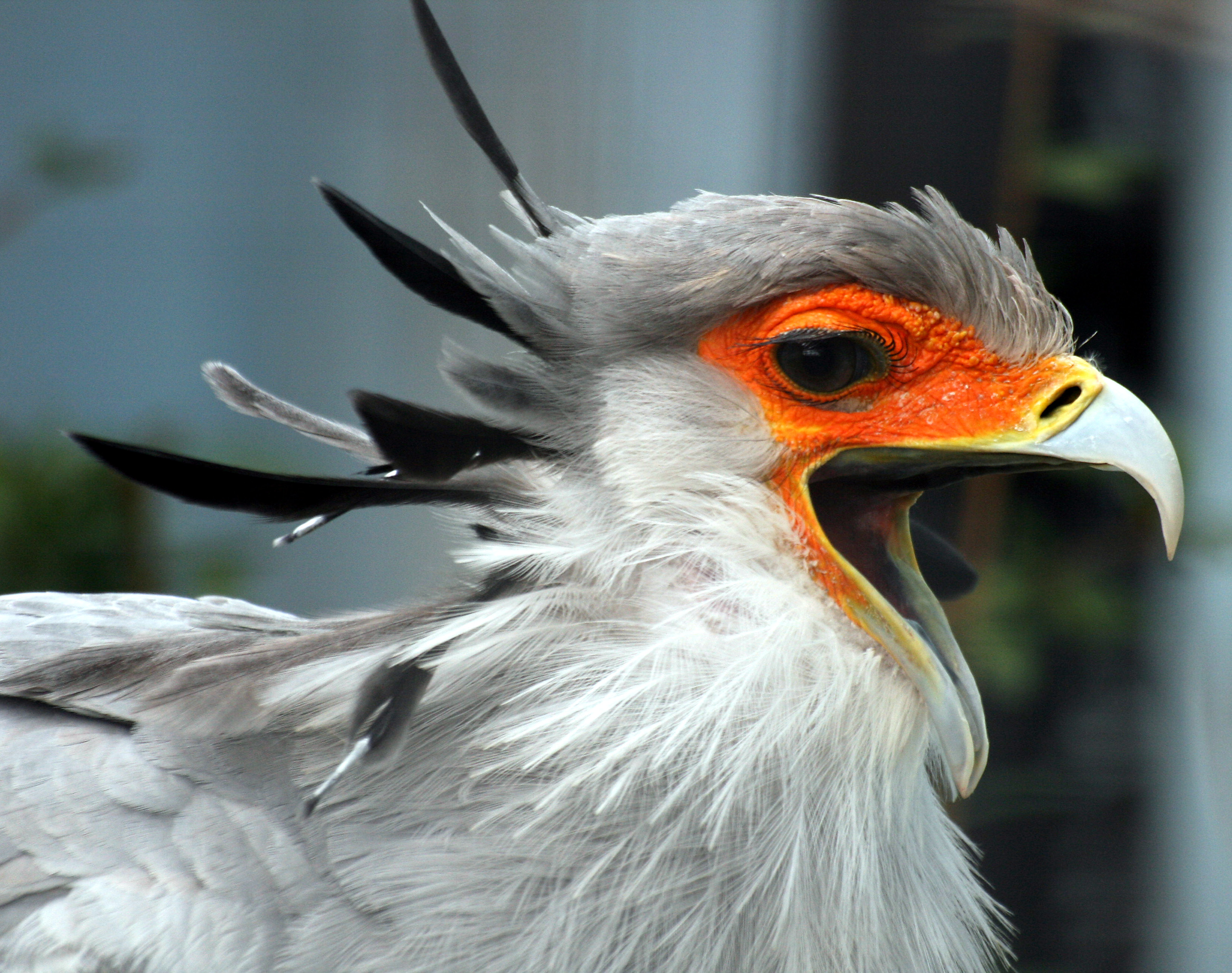
Sekreterarfågeln har ett fjäderlöst rödorange ansikte och typiska svarta fjädrar som sticker ut i nacken.

Sekreterarfågeln är en mycket särpräglad och högrest rovfågel, med örnliknande huvud och kropp på tranliknande ben. Den är cirka 1,3 meter hög mäter 1,1–1,5 meter på längden och har ett vingspann på 1,9–2,1 meter. Den väger mellan 3,74 och 4,27 kg, med ett medelvärde på 4,05 kg. Tarsen är i genomsnitt 31 cm och stjärten 57–85 cm. De båda senare faktorerna gör den till den högsta och längsta rovfågeln. Dock är halsen inte speciellt lång.
I flykten sträcker sig två långsträckta centrala stjärtfjädrar bakom fötterna, och halsen sträcks ut som hos en stork. Fjäderdräkten på hjässan, ryggen och övre vingtäckarna är blågrå, medan undersidan och undre vingstäckarna är ljusare grå till gråvita. Den har långa svarta fjädrar i nacken. Vingpennorna, gumpen och låren är svarta, medan övre stjärttäckarna är vita, där vissa individers visserligen kan vara svartstreckad. Den marmogrå stjärten är kilformad med vit spets, svart vid basen, med två breda svarta band, ett vid basen och ett vid spetsen.
Könen liknar varandra, även om hanen tenderar att ha längre centrala stjärtfjädrar, fler nackplymer, kortare huvud och mer blågrå fjäderdräkt. Adulta individer har ett fjäderlöst rödorange ansikte med blekbrun iris och gul vaxhud. Benen och fötterna är rosagrå, men de övre delen av benen är klädda med svarta fjädrar. Tårna är korta - cirka 20 % av längden på en örn av samma storlek - och så pass kraftiga att fågeln inte kan greppa föremål med fötterna. Den bakre tån är liten och de tre framåtriktade tårna är sammankopplade vid basen. Juvenila fåglar har gul snarare än orange fjäderlös hud i ansiktet, mer brunaktig fjäderdräkt, kortare stjärtfjädrar och gråaktig snarare än brun iris.
Adulta fåglar är vanligtvis tysta men kan avge ett djupt gutturalt kväkande ljud under spelet eller i anslutning till boet. Den gör även detta läte när den hälsar på sin partner eller när den känner sig hotad, ibland kastar den huvudet bakåt samtidigt. När Sekreterarfågeln blir orolig kan den avge ett högfrekvent kvackande läte. Häckande par vid boet gör mjuka kluckande eller visslande läten. Dunungarna har ett skarpt läte, som "chee-uk-chee-uk-chee-uk", som den yttrar under sina första 30 dagar.

## Utbredning och habitat
Sekreterarfågel är endemisk för Subsahariska Afrika och är i allmänhet inte en flyttfågel, även om den lokalt kan förflytta sig efter nederbörd vilket resulterar i ett överflöd av bytesdjur. Dess utbredningsområde sträcker sig från Senegal till Somalia och söderut till Western Cape i Sydafrika.
Arten förekommer på olika höjder, från kustslätterna till höglandet och altituden sträcker sig från havsnivån till 3 000 meter över havet. Sekreterarfågel föredrar öppen gräsmark, savann och buskmark (så kallad karoo) snarare än skog och täta buskage som kan hindra dess rörliga markbundna beteende. Mer specifikt föredrar den områden med gräs som är lägre än en halvmeter och den undviker områden med gräs som är över en meter högt. Den finns även i jordbruksområden och, i mycket begränsad omfattning, nära människans boplatser. Den är sällsyntare i gräsmarker i norra delen av sitt utbredningsområde, som annars liknar områden i sitt södra utbredningsområde där den är vanlig, vilket tyder på att den undviker varmare regioner. Det undviker även öknar.

## Ekologi

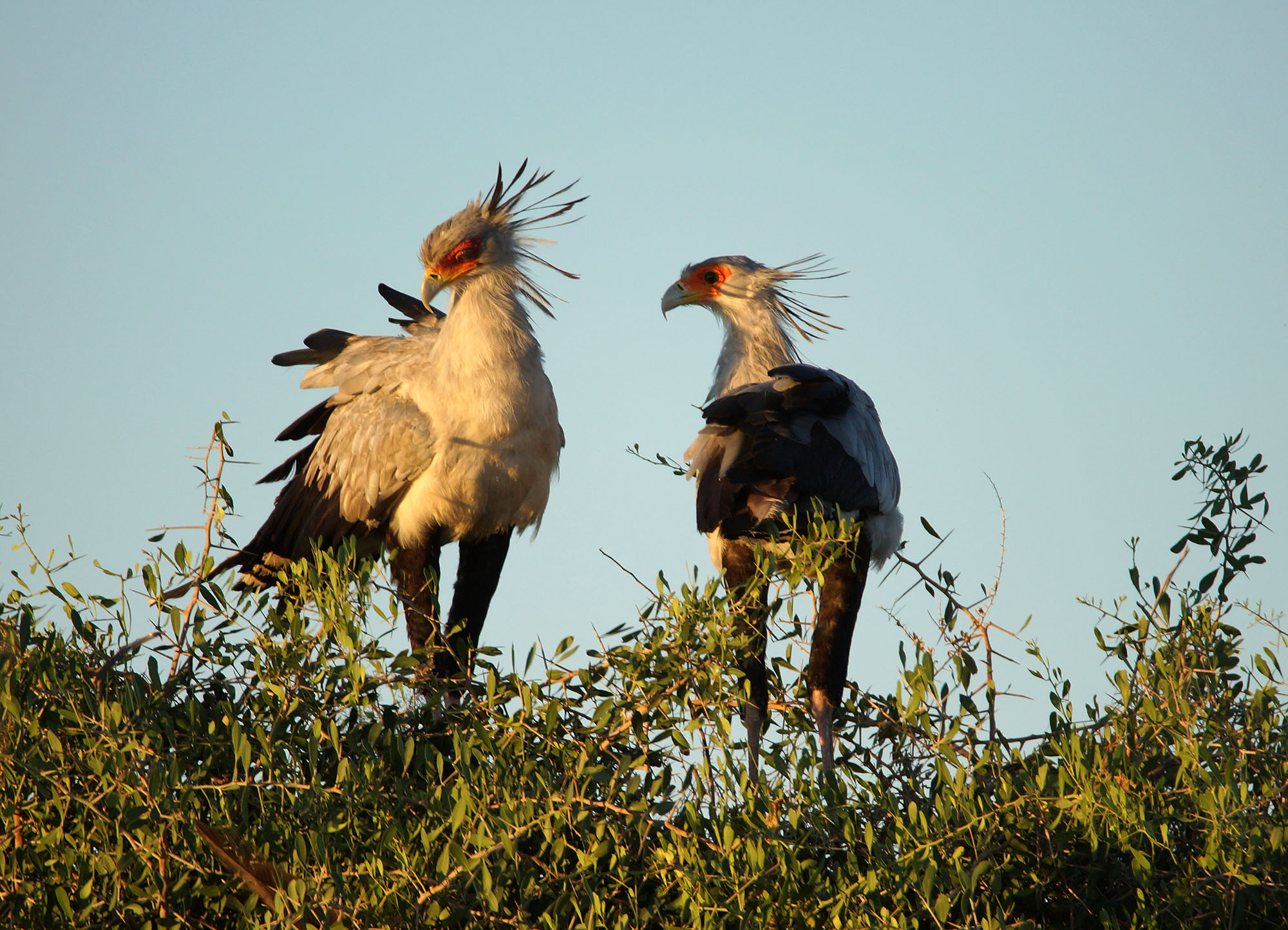
Par uppe i ett träd.

Sekreterarfåglar är i allmänhet inte social utöver parbildning och i förhållande till avkomman. De rastar vanligtvis i träd av släktet Acacia eller Balanites, men även i introducerade tallar i Sydafrika. De lämnar nattkvisten 1–2 timmar efter gryningen, vanligtvis efter att ha putsat sig. Häckande par rastar tillsammans men kan födosöka separat, även om de oftast befinner sig i närheten av varandra. På marken förflyttar de sig i en hastighet av 2,5–3 km/h, och tar i genomsnitt 120 steg i minuten. Efter att ha tillbringat en stor del av dagen på marken återvänder sekreterarfågeln i skymningen till sin nattkvist. Fåglar som uppträder ensamma är ofta icke-häckande hanar och deras revir ligger i allmänhet i mindre lämpliga områden. Omvänt kan större grupper på upp till 50 individer förekomma i lämpliga områden, exempelvis i anslutning till ett vattenhål i ett torrt område eller vid stora ansamlingar av gnagare eller gräshoppor som flyr undan en brand.
Sekreterarfågeln svävar med sina handpennor utspridda för att hantera turbulens. De flaxar undantagsvis, på ett långsamt och mödosamt sätt men de kräver uppåtvindar för att inte bli utmattade. Under dagens använder de sig av termik för att lyfta och kan nå upp till 3 800 meter över marken.
Livslängden tros vara 10–15 år i det vilda, med den äldsta bekräftade åldern är en individ som återfanns fem år efter att den ringmärktes i boet som unge, men det finns individer som blivit upp till 19 år i fångenskap. Sekreterarfågeln har, som alla fåglar, blodparasiter som bland annat omfattar Leucocytozoon beaurepairei. Vilda fåglar från Tanzania har också visat sig ha Hepatozoon ellisgreineri. De bär också på fågellössen Neocolpocephalum cucullare och Falcolipeurus secretarius.

### Häckning

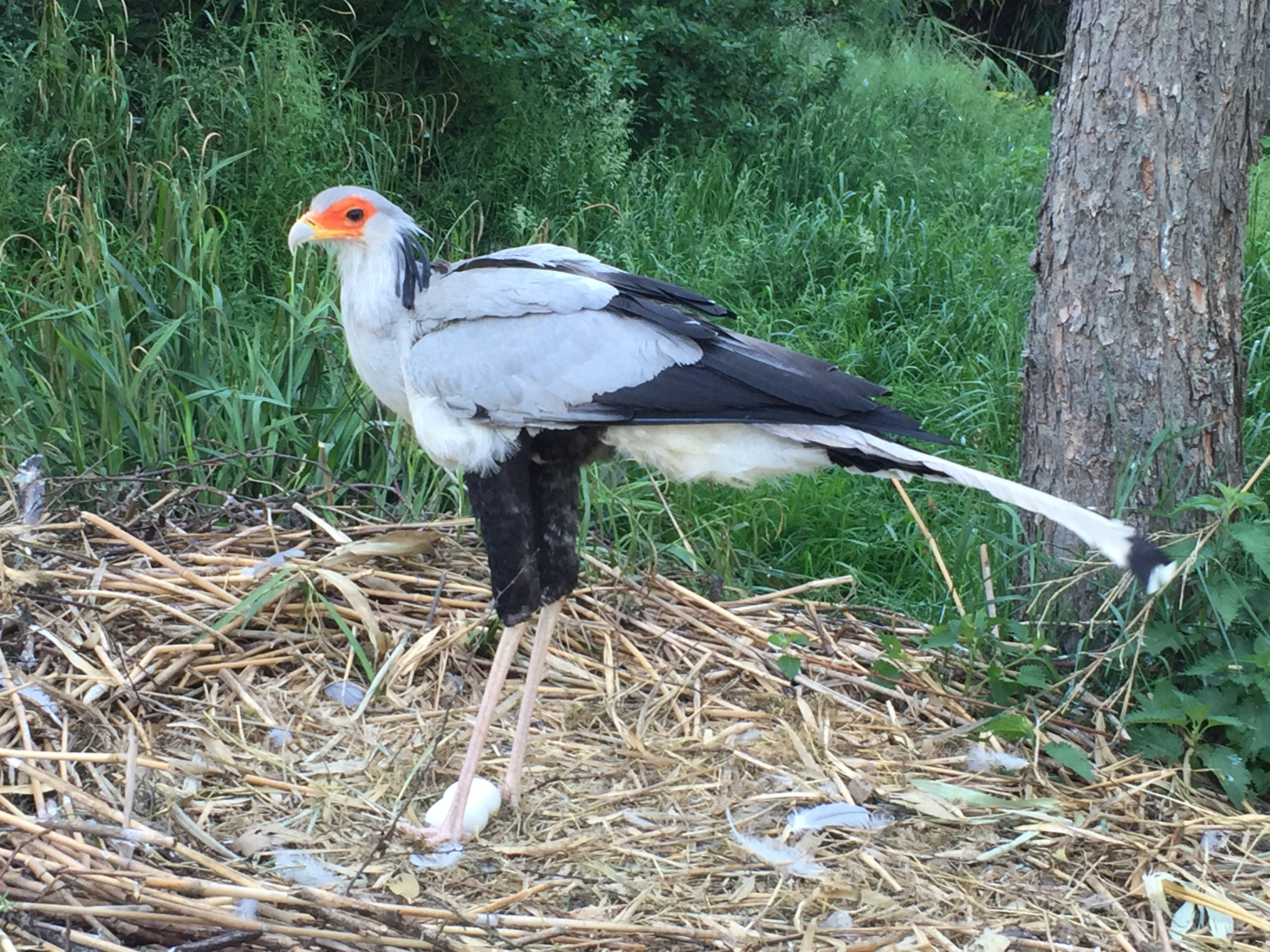
Sekreterarfågel i fångenskap, med två ägg i sitt rede.

Sekretärfåglar bildar monogama par och försvarar ett stort revir på cirka 50 kvadratmeter. De kan häcka när som helst på året, men oftare under den sena torrperioden. Under leken spelar de genom att sväva högt med fladdrande flykt yttrande gutturala kväkande läten. Paret kan också utföra ett markbundet spel genom att jaga varandra med vingarna uppåt och bakåt, vilket också är sättet de försvarar sitt revir. De parar sig antingen på marken eller i ett träd.
Boet byggs av båda könen i toppen av ett tätt, taggigt träd, ofta en akacia, på en höjd av 2,5 till 13 meter över marken. Boet är konstruerat som en förhållandevis platt plattform av pinnar, som mäter 1,0–1,5 meter i diameter med ett djup på 30–50 cm. Den grunda fördjupningen är kantad av gräs med enstaka bitar av dynga.
Äggen läggs med 2 till 3 dagars mellanrum tills kullen av 1-3 ägg är klara. De långsträckta kritaktigt blågröna eller vita äggen är i genomsnitt 78 mm × 57 mm och väger 130 gram. Båda föräldrarna ruvar äggen, med början så snart det första ägget läggs, men det är vanligtvis honan som stannar kvar i boet över natten. Den ruvande föräldern hälsar sin partner när den kommer tillbaka med en uppvisning genom att böja sig och guppa med huvudet med utsträckt nacke. Stjärten hålls upprätt med utspärrade fjädrar och uppblåsta bröstfjädrar.
Äggen kläcks efter cirka 45 dagar med 2–3 dagars mellanrum. Båda föräldrarna matar ungarna. De adulta stöter upp födan på botten av boet och plockar sedan upp delar och ger dem till ungarna. Under de första 2 eller 3 veckorna efter att äggen kläckts turas föräldrarna om att stanna i boet med ungarna. Trots skillnaden i storlek mellan ungarna, på grund av den asynkrona kläckningen, har lite aggression mellan syskonen observerats. Under gynnsamma förhållanden blir alla tre ungar flygga, men om det är ont om mat kommer en eller flera av ungarna att dö av svält. Ungarna kan bli byte åt kråkor, korpar, näshornsfåglar och större ugglor.
Ungarna föds täckta av gråvitt dun som blir mörkare grått efter två veckor. Deras fjäderlösa ansikte och ben är gula. Tofsen på hjässan uppträder efter 21 dagar och vingpennorna efter 28 dagar. De kan stå upp och äta självständigt efter 40 dagar, även om föräldrarna fortsätter att mata ungarna. Vid 60 dagar börjar de nu befjädrade ungarna att flaxa med vingarna. Deras viktökning under perioden går från 56 gram vid kläckning, till 500 gram vid 20 dagar, 1,1 kg vid 30 dagar, 1,7 kg vid 40 dagar, 2 kg efter 50 dagar, 2,5 kg efter 60 dagar och 3 kg efter 70 dagar. De lämnar boet efter 65 och 106 dagar, även om det oftast inträffar efter 75–80 dagar. Vid utflygningen hoppar ungarna ut ur boet eller glidflyger halvkontrollerat till marken.
Ungarna förblir i födelseområdet tills de är 4 och 7 månader gamla då de sprids över ett större område. Tiden för när den häckar  första gånger är osäkert men det finns uppgifter om att hanar häckar framgångsrikt vid 2 år och 9 månader, vilket är ungt för en så stor rovfågel.

### Föda och födosök

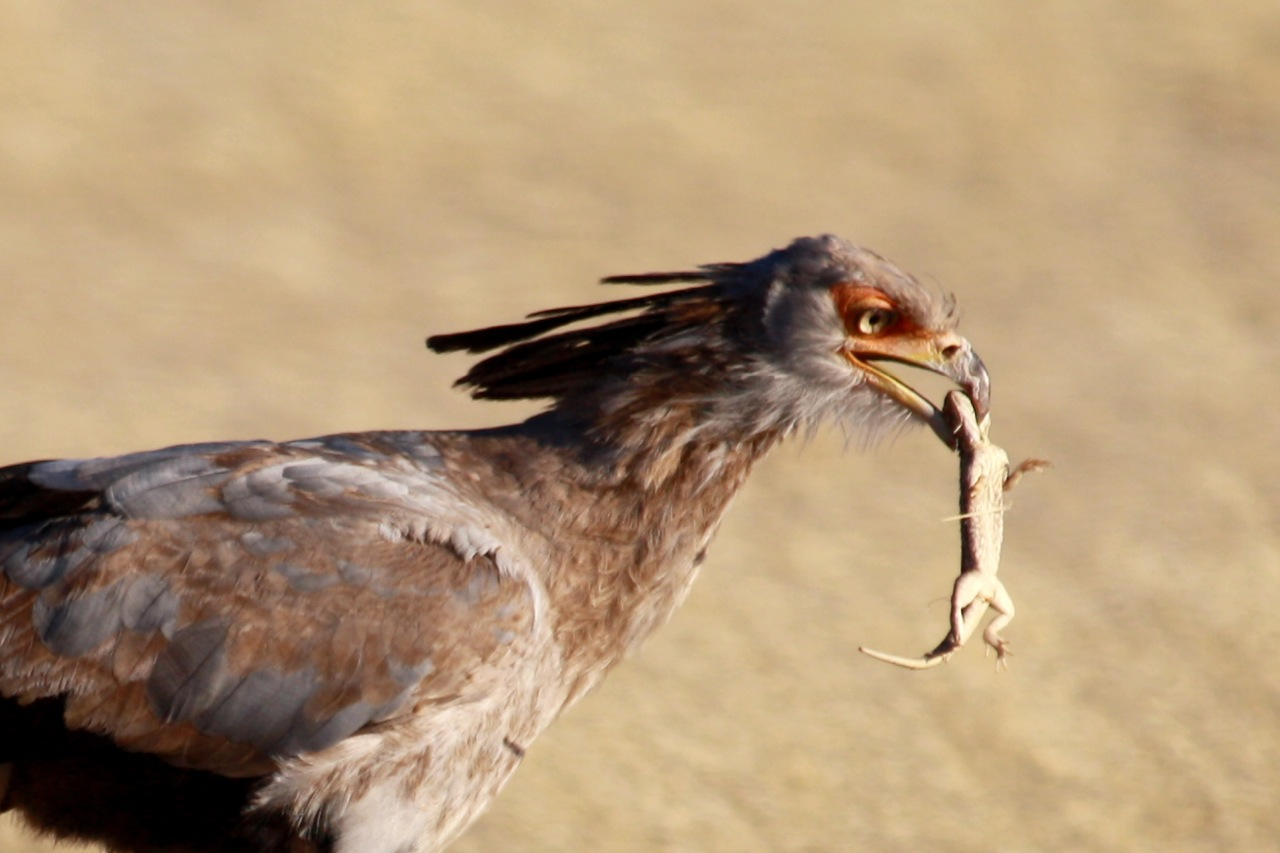
Juvenil sekreterarfågel med ödla.

Till skillnad från de flesta rovfåglar är sekreterarfågeln till stor del markbunden och jagar sitt byte till fots. I sin jakt efter föda kan den vandra 30 km om dagen. Adulta jagar i par och ibland som löst sammanhållna familjegrupper, som kliver fram med långa steg. Byten består av insekter som gräshoppor och skalbaggar, däggdjur i varierande storlek från möss till harar och manguster, men även krabbor, ödlor, ormar, sköldpaddor, småfåglar, fågelägg och ibland döda djur från gräs- eller buskbränder. Större växtätare jagas vanligtvis inte, även om det finns enstaka observationer av sekreterarfåglar som dödat unga gaseller och gepardungar. Ormars betydelse i kosten har tidigare överdrivits, även om de lokalt kan utgöra en viktig näringskälla och giftiga arter som huggormar och kobror ingår regelbundet i dieten. Eftersom den inte är immun mot ormgift förekommer det att fåglar blir dödade. Vid ormjakt cirkulerar den runt bytet med öppna vingar och tröttar ut ormen genom att låta den hugga efter fjädrarna. Till slut dödar fågeln ormen genom att stampa ihjäl den. På samma gång försöker den sticka ormen i nacken med sina korta, kraftiga bakåtvända klor på fötterna. Sekretärfåglar äter inte kadaver.

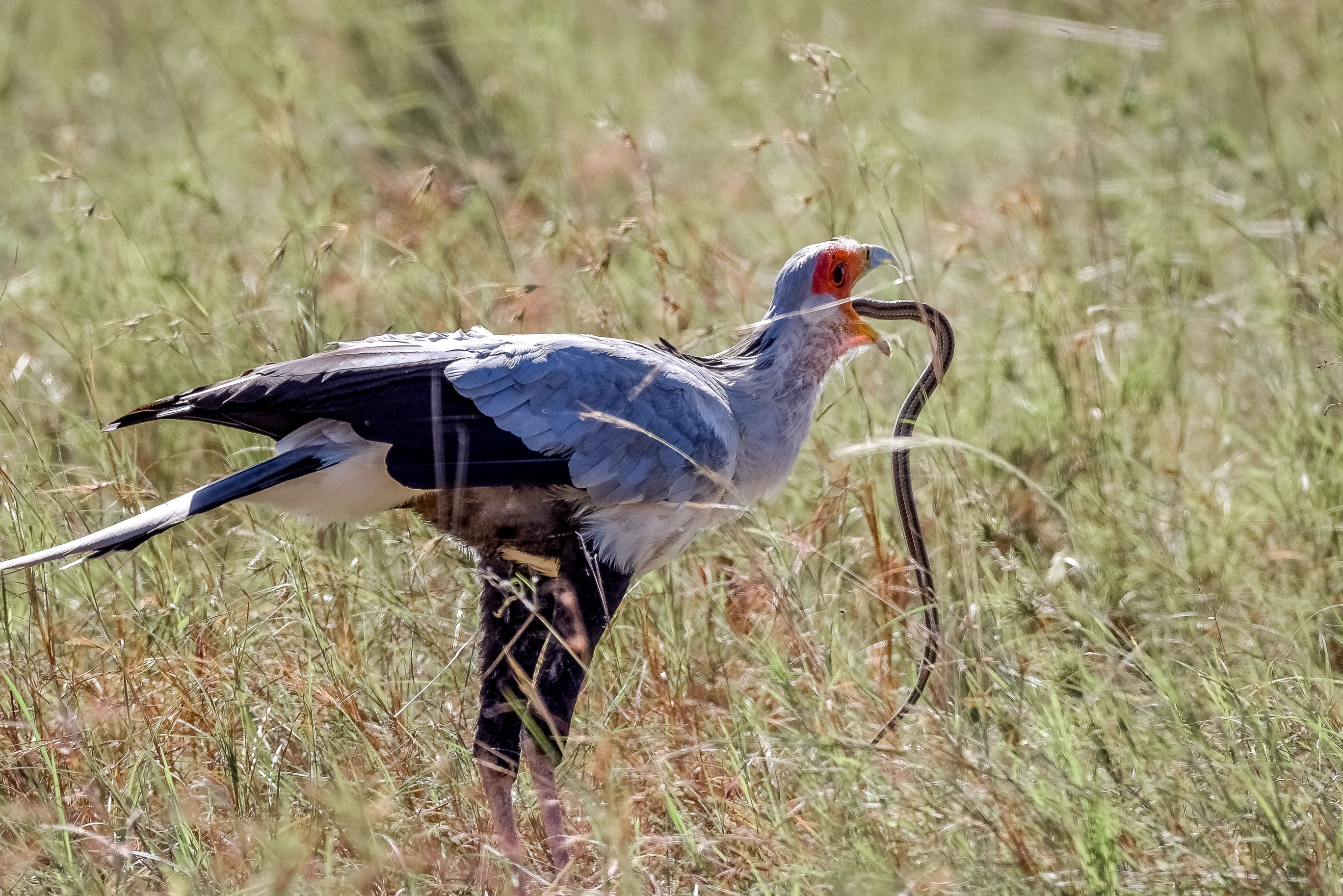
Sekreterarfågel som fångat en orm.

De skrämmer ofta fram byten ur högt gräs genom att stampa i marken och gå omkring vegetationen. Deras hjässfjädrar kan resas under jakten, vilket ytterligare kan skrämma byten och samtidigt skugga ansiktet. De jagar med utspridda vingar och dödar genom att slå bytet med snabba slag med fötterna. Endast vid små byten, som getingar använder den näbben för att plocka dem. Det finns enstaka beskrivningar om att den kan flyga upp med ormar och sedan släppa dem för att döda dem, även om detta inte har verifierats. Även stora byten sväljs i allmänhet hel men precis som andra rovfåglar, kan den ibland hålla det dödade bytet med fötterna samtidigt som de river bitar med näbben.

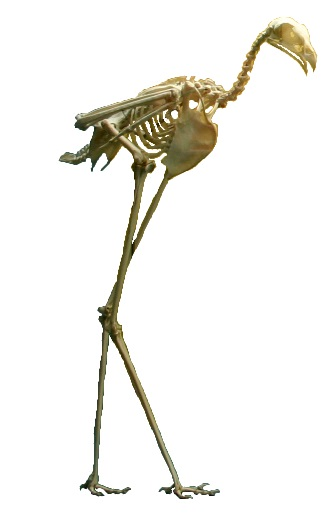
Skelett av sekreterarfågel. Fötterna används för att döda byten.

Mat som fågeln inte kan smälta kastas upp i spybollar som mäter 40–45 mm i diameter och 30–100 mm på längden. Dessa släpps på marken, vanligtvis i närheten av rast- eller boträd. Sekreterarfågeln har en relativt kort matsmältningskanal i jämförelse med stora afrikanska fåglar med mer blandade diet, som koritrappen. Sekreterarfågelns framtarm är specialiserad för stor köttkonsumtion och den har litet behov av mekanisk nedbrytning av födan. Krävan är utvidgad och som hos andra köttätande fåglar är muskelmagen ickemuskulär. Tjocktarmen har bara ett par rudimentära blindtarmar, eftersom den inte behöver bryta ned växtmaterial.
Sekreterarfågeln är specialiserad i att stampa ihjäl eller oskadliggöra sitt byte på fötterna. Jaktmetoden tillämpas vanligtvis på ödlor eller ormar. En adult  hane kan slå med en kraft lika med fem gånger sin egen kroppsvikt, med en kontaktperiod på bara 10–15 millisekunder. Den förlitar sig på synen för att sikta. Även om lite är känt om dess synfält, antas det att det är stort, frontalt och binokulärt. Sekreterarfågeln har ovanligt långa ben, nästan dubbelt så långa som andra marklevande fåglar med samma kroppsmassa, vilket anses vara en anpassning till fågelns unika jaktmetod. Ekofysiologen Steve Portugal med kollegor har antagit hypotesen att de utdöda fåglarna i familjen Phorusrhacidae kan ha använt en liknande jaktteknik eftersom de är anatomiskt lika, även om de inte är närbesläktade.
Sekreterarfågeln möter sällan andra rovdjur, förutom savannörn, som försöker stjäla dess byten. De stjäl huvudsakligen större byten och attackerar både ensamma sekreterarfåglar eller par. Par lyckas ibland att skrämma bort örnarna och kan till och med slå ner dem och hålla fast dem på marken.

## Sekreterarfågeln och människan

### I kulturen
Sekreterarfågeln är avbildad på ett knivhandtag av elfenben som återvunnits från Abu Zaidan i övre Egypten, daterad till Naqada III-kulturen, cirka 3 200 f.Kr. Detta och liknande fynd indikerar att sekreterarfågeln troligen förekom längre norrut längs Nilen i historisk tid.

Sekreterarfågeln avbildad på Sudans riksvapen.

Sekreterarfågeln har traditionellt beundrats i Afrika för sitt anslående utseende och förmåga att döda skadedjur och ormar. Därför har de sällan störts eller jagats, även om detta förändras i takt med att traditioner förändras. Arten har en framträdande plats  på Sydafrikas riksvapen som antogs år 2000. Med sina utsträckta vingar representerar den tillväxt, och dess förmåga att döda ormar symboliserar skyddet mot statens fiender. Den finns även på Sudans riksvapen, antaget 1969, och på den sudanesiska presidentens flagga och presidentsigillet. Fågeln har även förekommit på många afrikanska frimärken. Över hundra olika frimärken från 37 länder är kända, inklusive några från stater som Ajman, Manama och Maldiverna, där fågeln inte förekommer, men även FN har gett ut frimärken med sekreterarfågeln.
Masaifolket kallar den ol-enbai nabo, ungefär "enpilen", vilket refererar till dess fjädrar på hjässan. De har använt delar av fågeln i traditionell medicin. Fjädrar brändes och röken andas in för att behandla epilepsi, äggen åts med te för att behandla huvudvärk, och fettet kunde kokas och drickas för att öka fertilitet eller förbättra boskapens hälsa. Xhosafolket kallar fågeln för inxhanxhosi och tillskriver den traditionellt stor intelligens. Zulufolket kallar den intungunono.
Den tyske biologen Ragnar Kinzelbach föreslog 2008 att sekreterarfågeln ingår i 1200-talsverket De arte venandi cum avibus av den romerske kejsaren Fredrik II. Där finns en fågel som beskrivs som bistarda deserti, och som tidigare ofta ansetts utgör en trapp. Fredrik fick med största sannolikhet kunskap om fågeln från egyptiska källor. Den franske prästen och resenären André Thevet på 1500-talet skrev också en beskrivning av en mystisk fågel 1558 som Kinzelbach menar är denna art.
I Disney-filmen Sängknoppar och kvastskaft är assistenten till kung Leonidas, en sekreterarfågel. Rösten för både den och kungen görs av Lennie Weinrib.

### Status och hot
Sekreterarfågeln beskrivs både som vanlig och ovanlig. Trots att arten förekommer över stora områden indikerar studier att den totala populationen uppgår till mellan 10 000 och 100 000 individer. Observationer pekar på en påtaglig nedgång på många platser av utbredningsområdet. Starkaste belägg tyder på hastiga minskningar i Tanzania sedan slutet av 1990-talet och i Sydafrika 1987–1991 och 2007–2010. IUCN kategoriserar fågeln som starkt hotad.